# L'Essor de la Gendarmerie nationale
Pour les articles homonymes, voir L'Essor.
 (novembre 2016).
L’Essor de la Gendarmerie nationale est un magazine mensuel français qui traite l'actualité de la Gendarmerie nationale

## Historique

### Origine
L’Essor de la Gendarmerie Nationale a pour origine un bulletin créé en 1936, La Voix de la gendarmerie, de la garde républicaine de Paris et de la garde républicaine mobile, par Jean Cousteix, adjudant-chef à la retraite,. Ce bulletin avait pour ambition « d'assurer la défense des intérêts matériels et moraux des personnels de la Gendarmerie tout grade confondu ».

### Après-guerre
En 1946, Jean Cousteix dépose les statuts de l'Union du Personnel de la Gendarmerie et de la Garde et la Voix de Gendarmerie et de la Garde en devient l'organe d'expression. À cette époque, il est interdit aux personnels militaires en activité de faire partie d’une association sans autorisation.
Le 16 septembre 1950, le Ministre de la Défense nationale, Jules Moch, interdit pour la première fois la parution du journal. Jean Cousteix dépose alors un nouveau titre, L'Avenir de la gendarmerie : organe indépendant par la discussion des idées, la liaison, l'unité d'action et la défense des intérêts de l'arme et du personnel,. Ce journal devient à son tour frappé d'interdiction le 16 mars 1952.
Jean Cousteix dépose un nouveau titre, l'Essor de la gendarmerie et de la garde dont la première parution est le 1er mai 1952,.
L'Essor de la Gendarmerie, dont le slogan est « le journal des gendarmes depuis 1936 » bien que son titre date de 1969 dans sa forme actuelle, est fondé en février 1935 par Jean Cousteix.
En février 1971, le journal prend le nom de L'Essor de la gendarmerie. En 1972, Jacques Revise rachète le titre et en prend la direction durant trois décennies.
En 2003, le magazine est acheté par B. Méaulle et JP Bechter, qui font évoluer son contenu, sa formule et développent une présence interactive sur Internet.
En mai 2012, Alain Dumait acquiert à titre personnel la société éditrice, Les Relations Publiques et Administratives,. La rédaction-en-chef est assurée par Alain Dumait. Pierre-Marie Giraud, ancien journaliste de l'AFP, rédacteur en chef de 2014 à 2018 est conseiller de la rédaction. L’édition nationale du magazine comporte suivant les mois de 30 à 52 pages, avec parfois des suppléments, notamment régionaux à la suite de leur création en 2014. Il est vendu sur abonnement et accueille de la publicité commerciale.
Le 10 juin 2019, la convention historique, mise en place en 1946, entre L’Essor et l'Union nationale des personnels et retraités de la Gendarmerie (UNPRG), première association de retraités de la Gendarmerie, prend fin à la suite d'un différend éditorial qui oppose le président de l'UNPRG, Henri Martinez, au directeur de la publication du journal. Le titre de presse devient donc totalement indépendant[source insuffisante].

## Ligne éditoriale
L'Essor de la Gendarmerie nationale a vocation à défendre les gendarmes. Il est complètement indépendant de la hiérarchie de la Gendarmerie nationale.
L’Essor est le journal de tous les gendarmes : actifs (100 000 gendarmes), réservistes (30 000) et retraités (80 000). Il est réalisé par des journalistes, et bénéficie d’une inscription à la Commission paritaire des publications et agences de presse (CPPAP). Il est indépendant de la hiérarchie. C’est la voix des gendarmes, qu’il représente, compte tenu du devoir de réserve des militaires.